# スノーウィーマウンテンズ計画

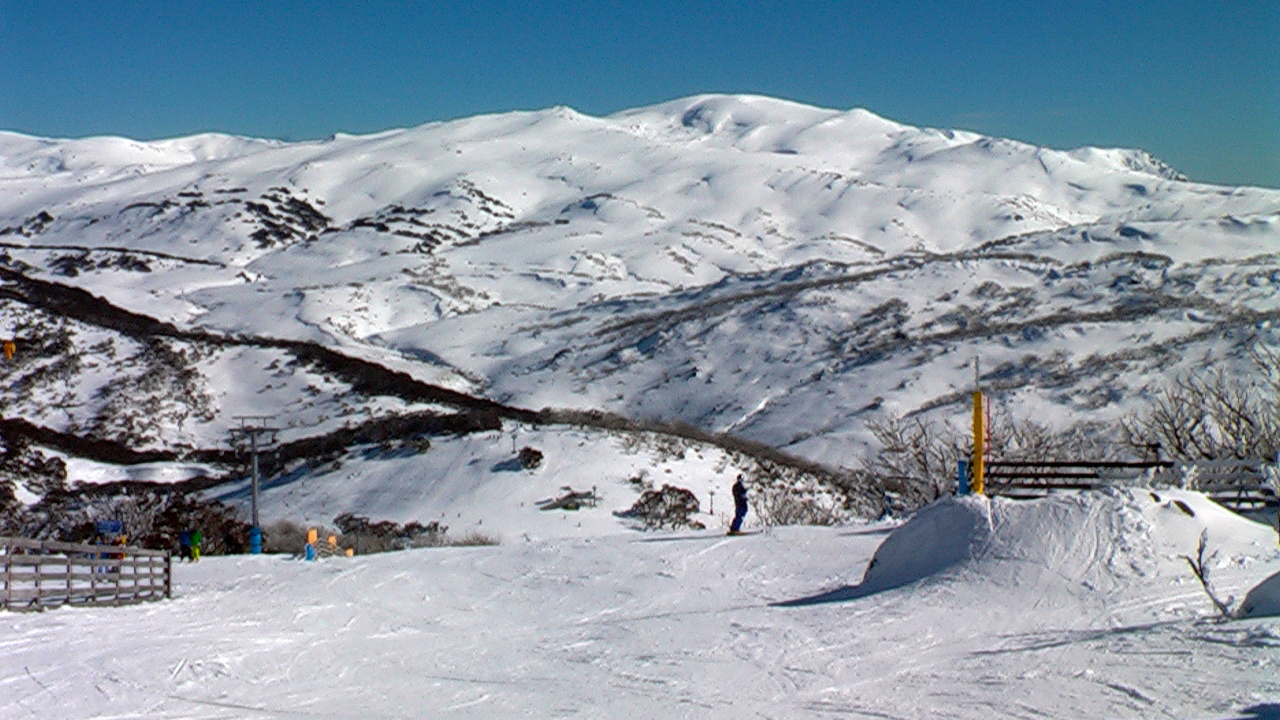
グテガのスキーリゾート

スノーウィーマウンテンズ計画（スノーウィーマウンテンズけいかく、英語: Snowy Mountains Scheme）もしくはスノーウィー計画（スノーウィーけいかく、英: Snowy Scheme）は、ウィリアム・ハドソンによって提唱されたオーストラリアの南東地域において水力発電及び灌漑を行う計画である。16の主要なダム、9つの発電所、2つのポンプ場、そして1949年から1972年にかけて建設された計225キロメートルのトンネル・水道橋・パイプラインにより構成されている:189-194。
この計画は、ギプスランドを通りバス海峡へと流れるスノーウィー川及びその支流の水をその上流で取水し、マレー川とその支流のマランビジー川へと導くものである。導水のための設備にはオーストラリアの大きな分水嶺であるグレートディヴァイディング山脈の一部のスノーウィー山脈を貫通する2本のトンネルが存在する。取水地から800メートル低い場所に水力発電所が設置されており、そこで作られた電力はニューサウスウェールズ州、ビクトリア州及びオーストラリア首都特別地域へ、ピーク時の調整用の電力として供給される。また数千メガリットルの水がこの計画によって分水嶺を超えて輸送されている。
2016年にはオーストラリア国定記念物（NHL）に認定された。

## 歴史

### 背景
1800年代以降、マレー川とその支流のマランビジー川は水供給や灌漑の関係から管理の対象になっていた。一方、オーストラリアで最も高い場所からその流れが始まり、オーストラリアアルプス山脈から多くの水が流れ込むスノーウィー川は、ほぼ無人の山間部を流れたのちにギプスランドを通り南太平洋へと流れ込んでいたが、その水のほとんどは活用されていなかった。ここから、山脈を越えてスノーウィー川の水を運び、水力発電を行うことと、マレー川及びマランビジー川流域の農業生産を増強する計画が立てられた。
第二次世界大戦後、ニューサウスウェールズ州政府はスノーウィー川の流れをマランビジー川へ導き、農業や灌漑に用いることを提案した。これに対しビクトリア州政府が提案した案はスノーウィー川の流れをマレー川へと導き、水力発電を行うことを主とするものであった。さらに南オーストラリア州政府はマレー川の水量の減少について懸念を示していた。
オーストラリア連邦政府は、ニューサウスウェールズ州とビクトリア州の提案の意味から、スノーウィー川の水利用についての会議を開き、1946年には水利用について委員会を設置した。1948年11月、この委員会はスノーウィー川の水資源の活用について、マレー川やマランビジー川の流域への分水を検討する報告書を提出した。これについてはニューサウスウェールズ州とビクトリア州の同意が概ね得られ、委員会が調査を継続することも認められた。
オーストラリア憲法の制限のため、連邦政府は州の同意なしに行使可能な権限に限りがあったため、防衛を名目として連邦議会へ法案を提出した。この法案は1949年スノーウィーマウンテンズ水力発電法（Cth）となり、スノーウィーマウンテンズ水力発電公社の立ち上げが可能となった。その10年後には各州・準州がこれに対応する法を成立させ、1959年1月に「スノーウィーマウンテンズ協定（英: Snowy Mountains Agreement）」が連邦と各州との間に締結された。

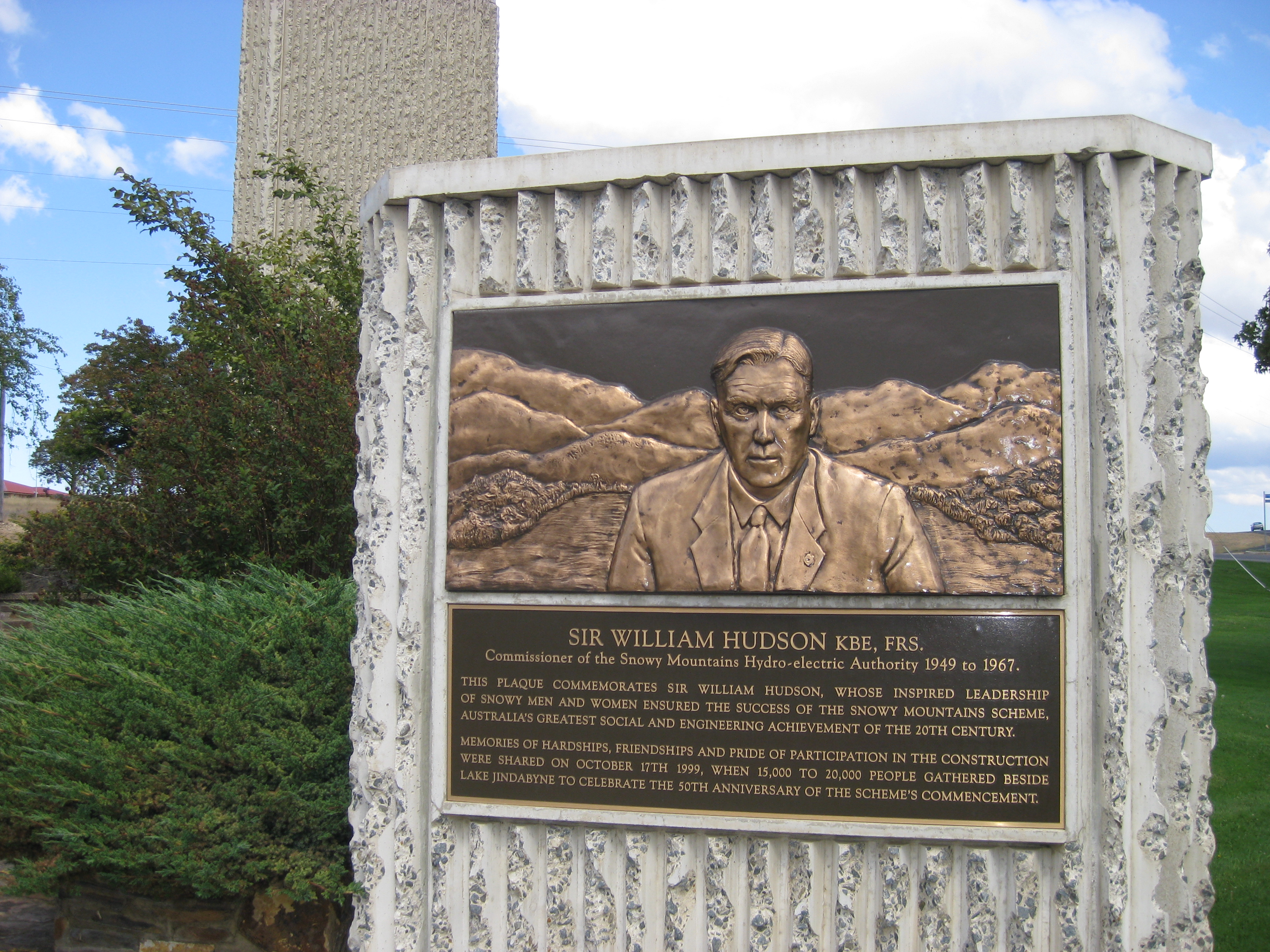
クーマのビジターセンターに設置されているウィリアム・ハドソンのプレート

主任技術者にはニュージーランド出身のウィリアム・ハドソンが選ばれ、技術者としてだけではなくスノーウィーマウンテンズ水力発電公社の会長として計画そのものの責任者となり、海外から労働者を集めるように指示がなされた。ハドソンは数年前まで戦争が行なわれていたヨーロッパを主とする32の国から労働者を集めた。

### 建設

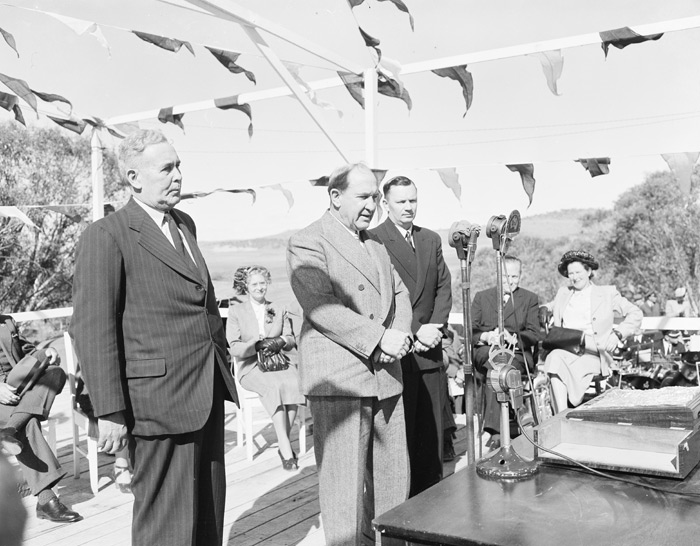
1949年にアダミナビーで行われた公式起工式の写真。左から、当時の連邦首相ベン・チフリー、総督ウィリアム・マッケル、労働・住宅省大臣ネルソン・レモン。

1951年11月16日、ワシントンD.C.において、オーストラリアとアメリカ合衆国との間でアメリカ合衆国開拓局（USBR）がスノーウィーマウンテンズ水力発電所へ技術支援とトレーニングを行うという内容の協定が結ばれた。1960年にはUS$100,000,000(2023年時点の$1,029,921,259.84と同等)の融資が世界銀行からなされた。
カブラマラとカンコバンは計画中に建設され、現在では恒久的な町となっている。クーマはこの計画による建設の最中に栄え、現在でもスノーウィー水資源企業が本拠を構える。アダミナビーはユーカンビーンダムの、ジンダバインはジンダバインダムの、タルビンゴはジュナマダムの底に沈んだ。また計画の進行により高地へのアクセスが改善されたことから、計画にかつて関わっていた労働者がスキー産業発達の可能性に気づき、1950年代にはスレドボとグデガにスキーリゾートが建設された。
この計画はその大半がコジオスコ国立公園に含まれる、5,124平方キロメートル (1,978 sq mi)の面積にわたって行われた。建設の進行についてはテネシー川流域開発公社（TVA）をモデルとした。建設について30ヵ国以上から合計10万人以上の労働者が集められ、この労働者のうち70パーセントは難民であった。この雇用はオーストラリアへ到着したばかりの移民への提供となり、第二次世界大戦後のオーストラリアの経済発展に重要だった。
1960年から1967年まで、この計画のために「Snowcom」と呼ばれる、オーストラリア初であり世界的に見ても新しいもの一つであったトランジスタ・コンピュータが使用された。
スノーウィーマウンテンズ計画は世界で最も複雑な灌漑と水力発電を統合した計画の一つで、米国土木学会から「世界クラスの土木プロジェクト（world-class civil engineering project）」と呼ばれている。
ウィリアム・ハドソン卿はスノーウィーマウンテンズ水力発電公社の初代コミッショナーを1949年から1967年まで務めた。このコミッショナーの役割は、計画全体の管理であった。ハドソンはこの計画を政府レベルで代表し、海外の科学者・技術者を招聘し研究を推奨するとともに、多くの市民活動や社会的な活動に参加した。ハドソンの経営方式は、労使協調を目指し、意見よりも科学的な事実を重視するものであった。
1972年10月27日、オーストラリア総督であったポール・ハズラックにより、チュマット水力発電所の「チュマット3発電所」の公式落成式によってこの計画は完成した。

### 安全性
この計画の建設過程においては様々な革新的な方法が採用された。その一例として、トンネル内を走行している車両に乗っている運転手及び助手席に座っている人は、シートベルトの使用を義務付けられた。
1958年4月16日、カブラマラ近辺のダムに設置されていたエレベーターのロープが破断し、フランスの建設業者に所属していたイタリア人4人が死亡する事故が発生した。

### 運用
スノーウィーマウンテンズ計画は、Corporations Act 2001に定められている通り、オーストラリア連邦が所有する非上場公開会社であるスノーウィー水資源企業によって管理されている。

### エピソード
スノーウィーマウンテンズ計画における仕事について、多数の物語や回想録が作成されている。
シヴォーン・マクヒューの著書「The Snowy: The People Behind the Power」は最も著名なものの一つで、ニューサウスウェールズ州首相の文学賞（ノンフィクション部門）を受賞した上、ABCラジオのドキュメンタリーシリーズや、フィルム・オーストラリアの「Snowy, The - A Dream of Growing Up（1989）」の原作となった。この本は計画に携わった労働者や住民合わせて90人に対して取材を行ったオーラル・ヒストリーであり、取材の記録音声はニューサウスウェールズ州立図書館の研究コレクションで保存されている。2019年に建設開始から70周年を記念してアップデート版が出版され、この内容はABCラジオの番組「Conversations」で、その司会者であるリチャード・フィドラーとマクヒューとの対談という形で紹介された。
2018年には、スノーウィー水資源企業・Woden Community Service・Gen S Stories・PhotoAccessが共同でテジタルストーリーテリングプロジェクトを開始した。このプロジェクトでは7人の元労働者・2人の現役労働者・労働者の子供の視点から計画を表現したとしている。プロジェクトの一環として計画における体験についての短編映画が製作された。短編映画では計画に携わった人々の生活をそれぞれの独自の視点で描いた。プロジェクトのアーティスティックディレクターであるジェニ・サヴィニー（Jenni Savigny）は、脚本の作成や録音、編集などを行い短編映画作成を補助した。サヴィニーはキャンベラタイムズのアンドリュー・ブラウン（Andrew Brown）によるインタビュー内で、計画への参加者自身の言葉を用いて歴史を残すことが重要であったと述べた。

## 環境への影響
当初の計画ではスノーウィー川の流量の99%をジンダバインダムで取水し、マレー川流域へと流すことになっていたが、これは生態系の維持ではなく水資源の需要に基づいた水量であった。計画完成後、スノーウィー川の下流における大きな環境問題が存在することが明らかとなった。1998年には大規模な市民運動により「Snowy Water Inquiry」が設立され調査が行われた。同年10月23日に最終報告書がニューサウスウェールズ州政府とビクトリア州政府へと提出され、両州はジンダバインダム以下の水量を1%から22%へと増加させることを10年以内に取り組むことで合意した。
1999年ビクトリア州選挙では、「スノーウィー川同盟（Snowy River Alliance）」のメンバーであり無所属であったクレイグ・イングラムが、スノーウィー川の流量を増加させるべきと主張し、イーストギプスランドの議席を獲得した。2000年にはニューサウスウェールズ州政府とビクトリア州政府との間で、水量を28%とする長期目標の設定について合意がなされ、損失防止のために1億5600億オーストラリアドルの投資が行われた。2002年8月には自然流量の6%となり、2012年までに21%まで引きあげていく見通しが立った。しかし2008年10月までに、2009年の水量は自然流量の4%に留まることが明らかとなったため、スノーウィー川同盟のルイス・クリスプは、2002年に流量増加のため廃止された水道橋の代償としてスノーウィー川が水資源公社に供給している水を停止するべきだと主張した。2017年に初めて21%の水量を達成した。

## 観光
2011年にスノーウィー計画博物館がオープンし、計画の歴史を紹介している。
オーストラリアにおけるスキーは1860年代からスノーウィーマウンテンズの北部で行われてきたが、計画によってインフラストラクチャーが整備されたことに加え、ヨーロッパからの労働者の中に経験のあるスキーヤーがいたことからスキー場が整備され、スレドボとグデガがオーストラリアを代表するリゾートとなった。また、グテカダムによって孤立したグテカ地区に対してもスキーヤーが訪れるようになり、1957年にはロープウェイが設置された。

## ギャラリー

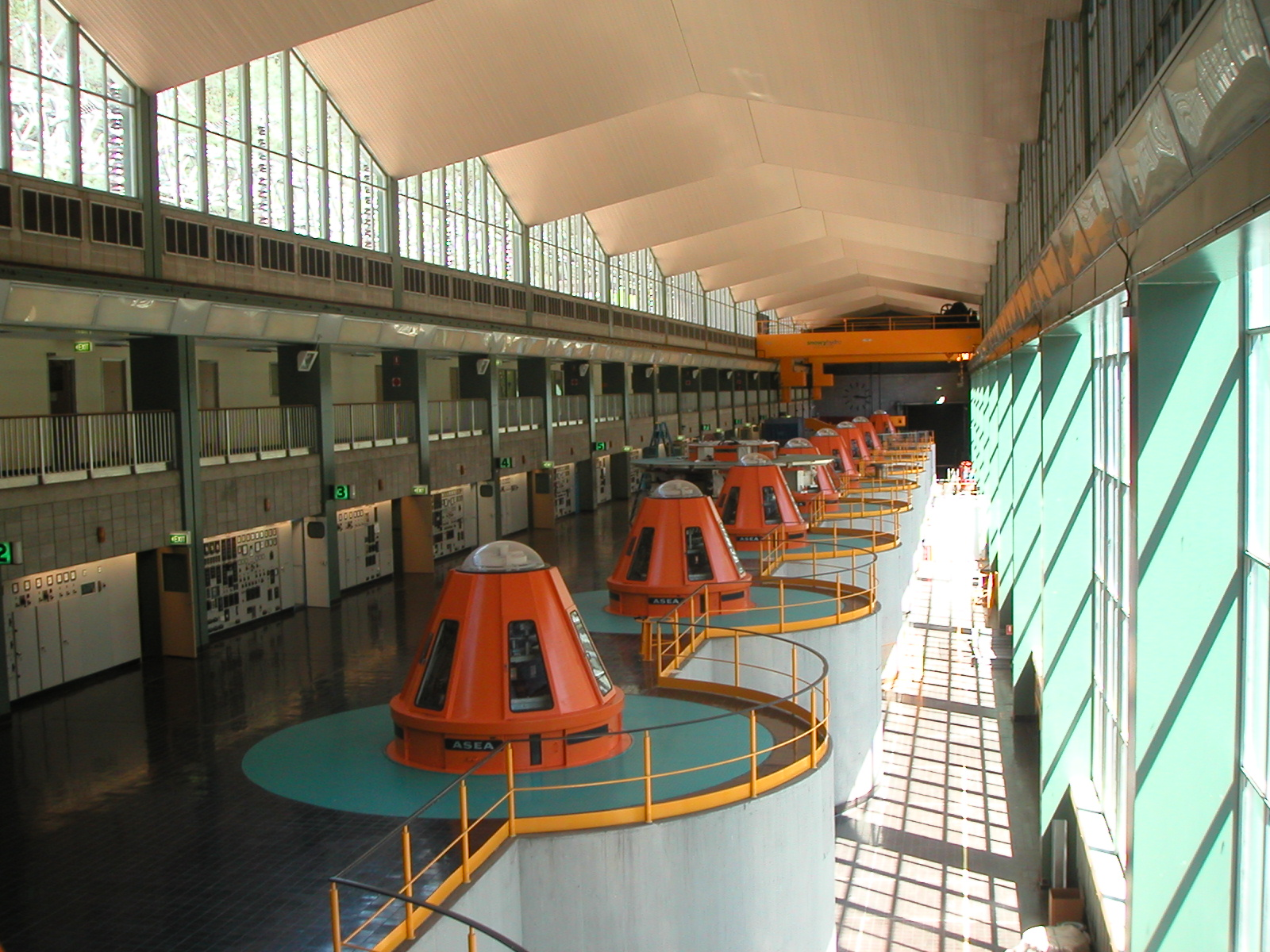
マリー水力発電所（英語版）の第1発電所。
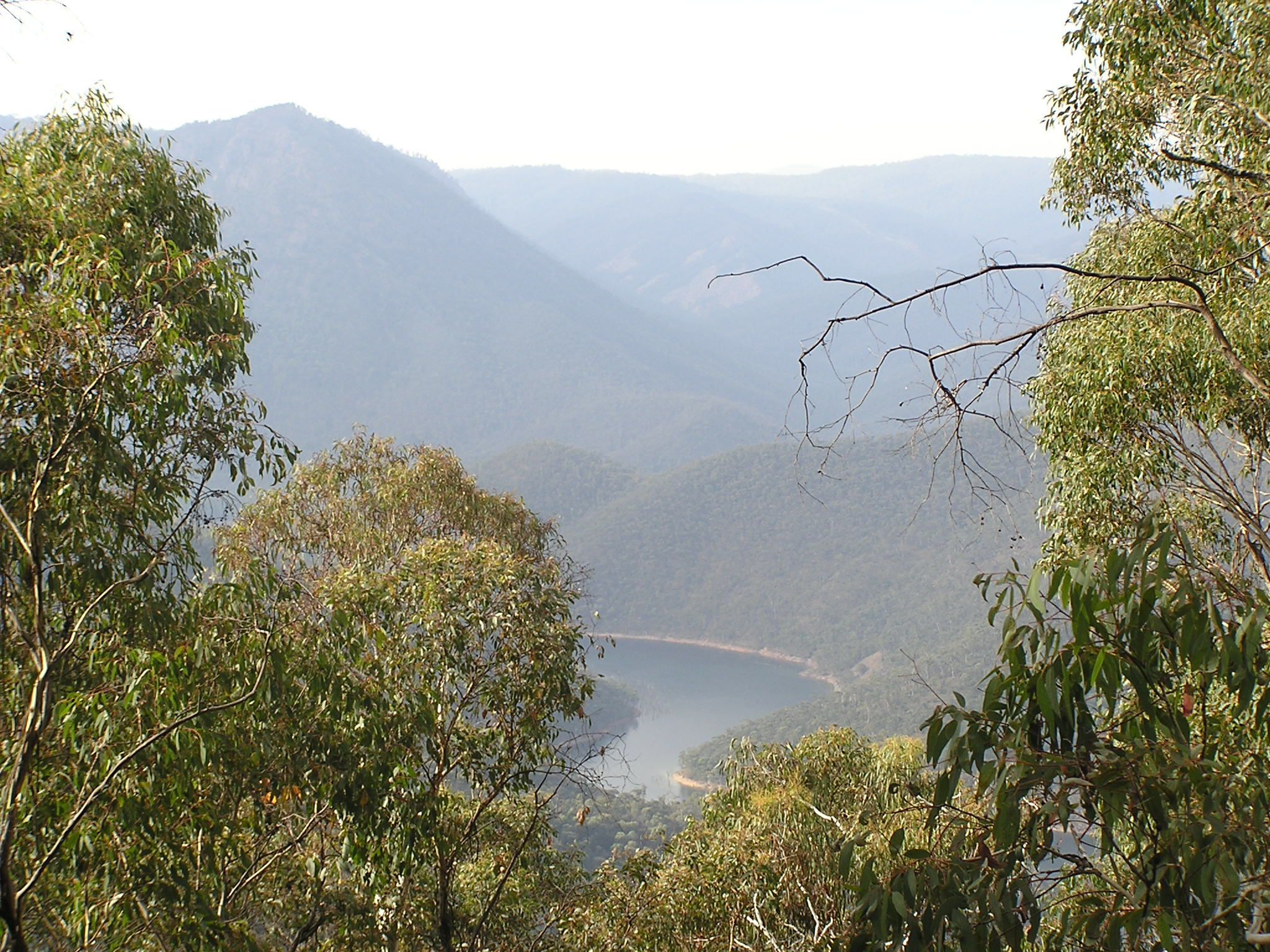
タルビンゴダム（英語版）。
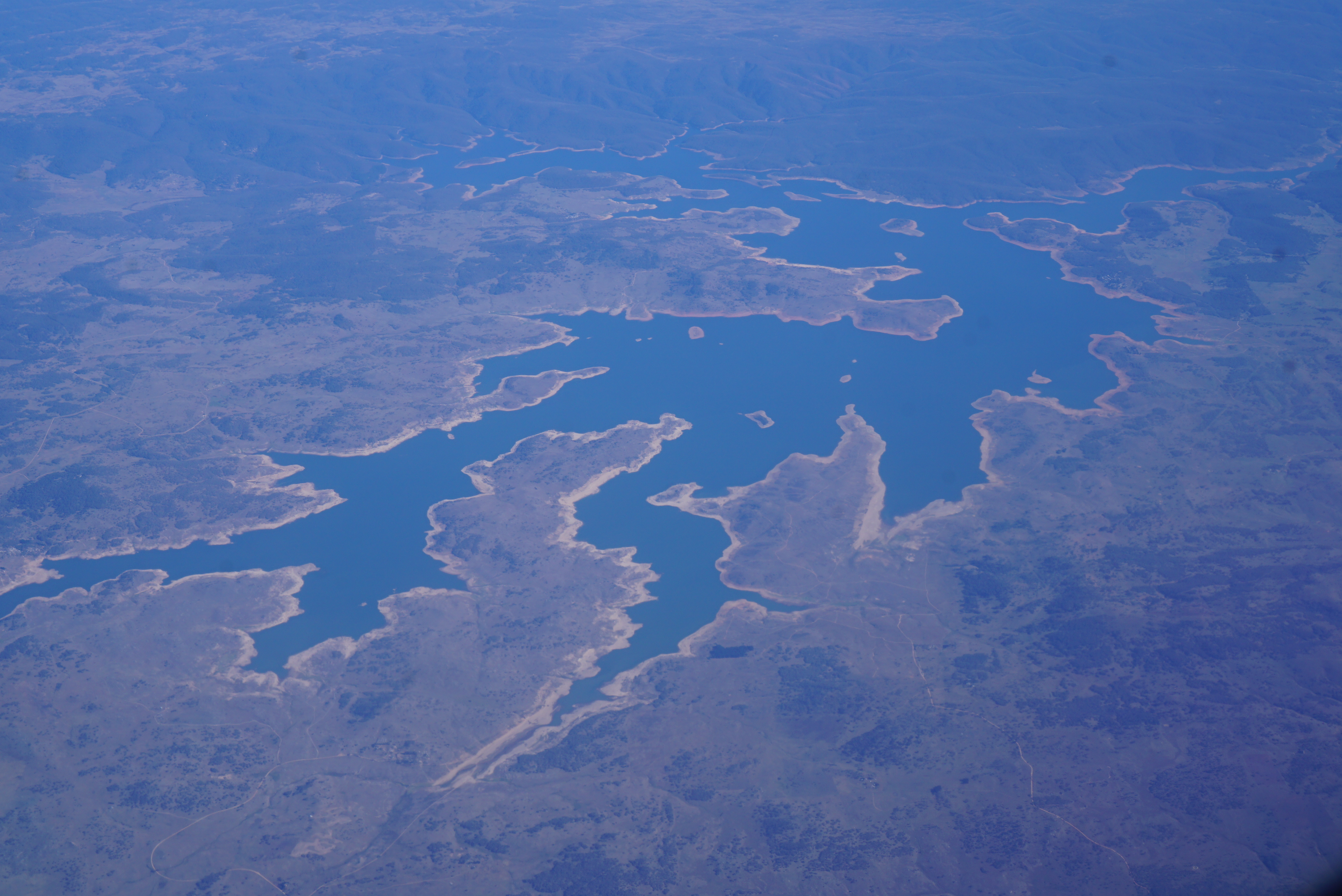
ユーカンビーンダム（英語版）のダム湖。
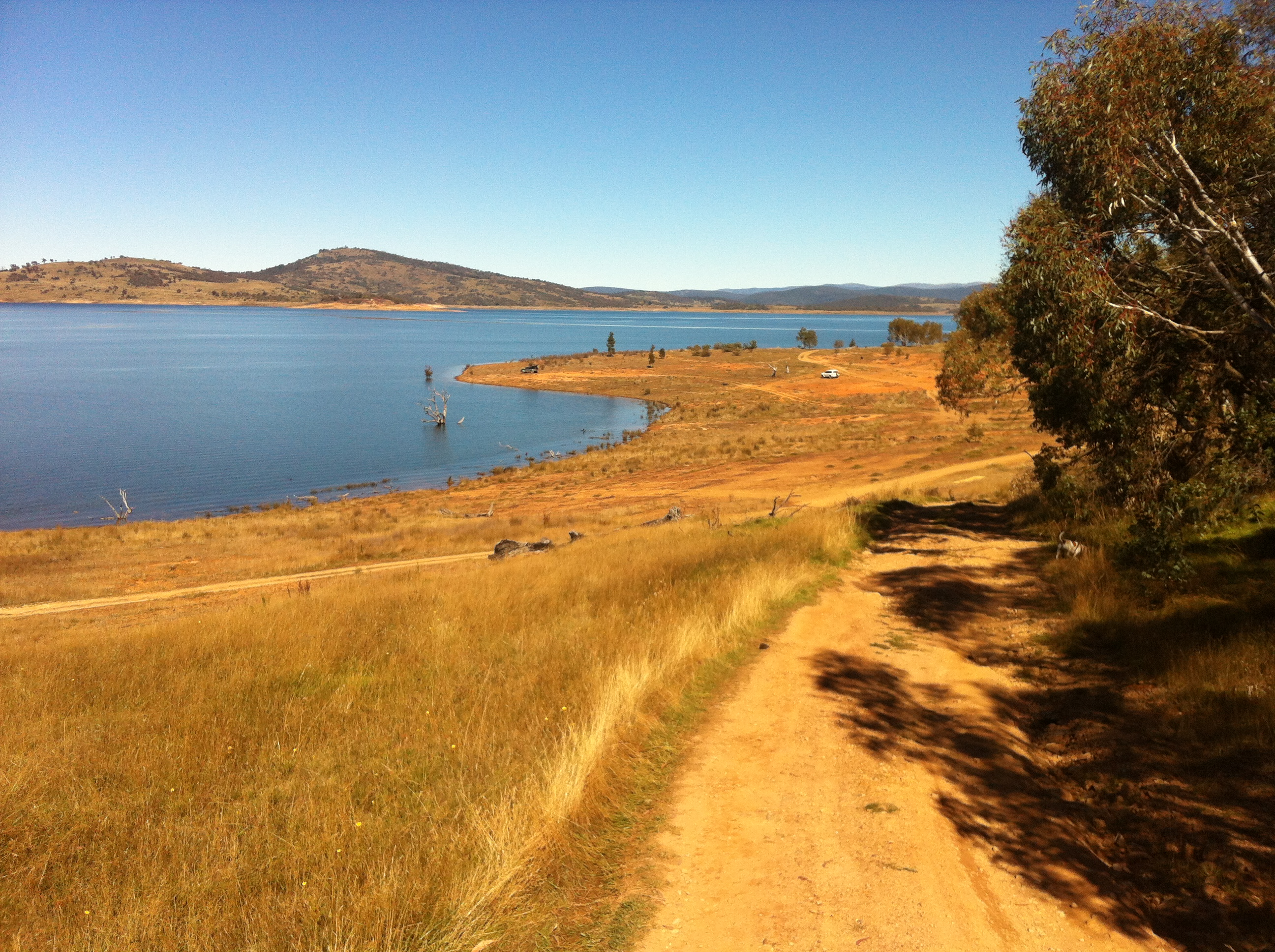
ユーカンビーンダムの底にはアダミナビー（英語版）が沈む。このダム湖はシドニー湾の9倍の大きさを持つ計画最大の貯水湖。
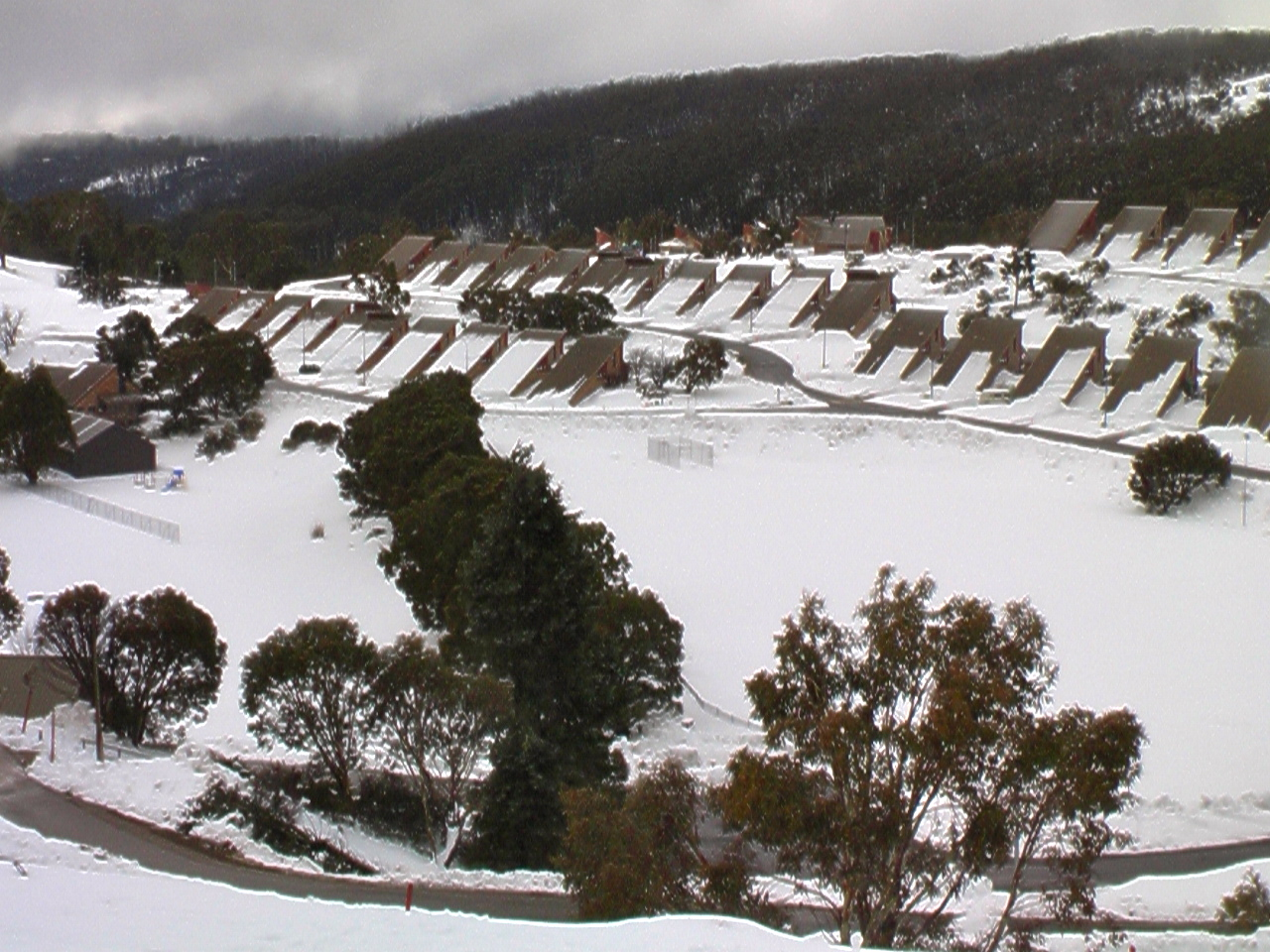
計画の建設中に作られた都市の一つで、オーストラリアで最も高い海抜にある都市の一つでもあるカブラマラ（英語版）。
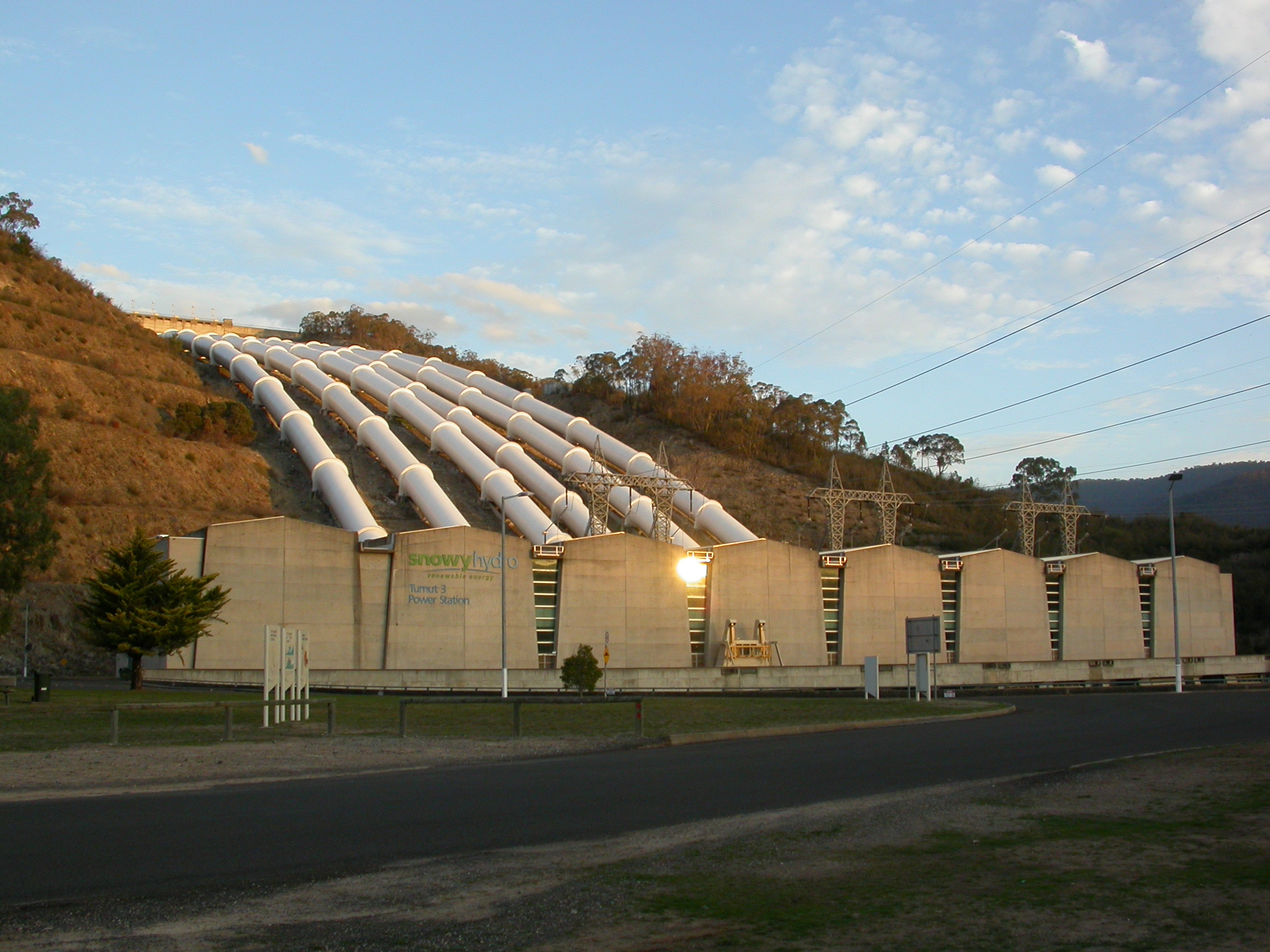
チュマット第3発電所。
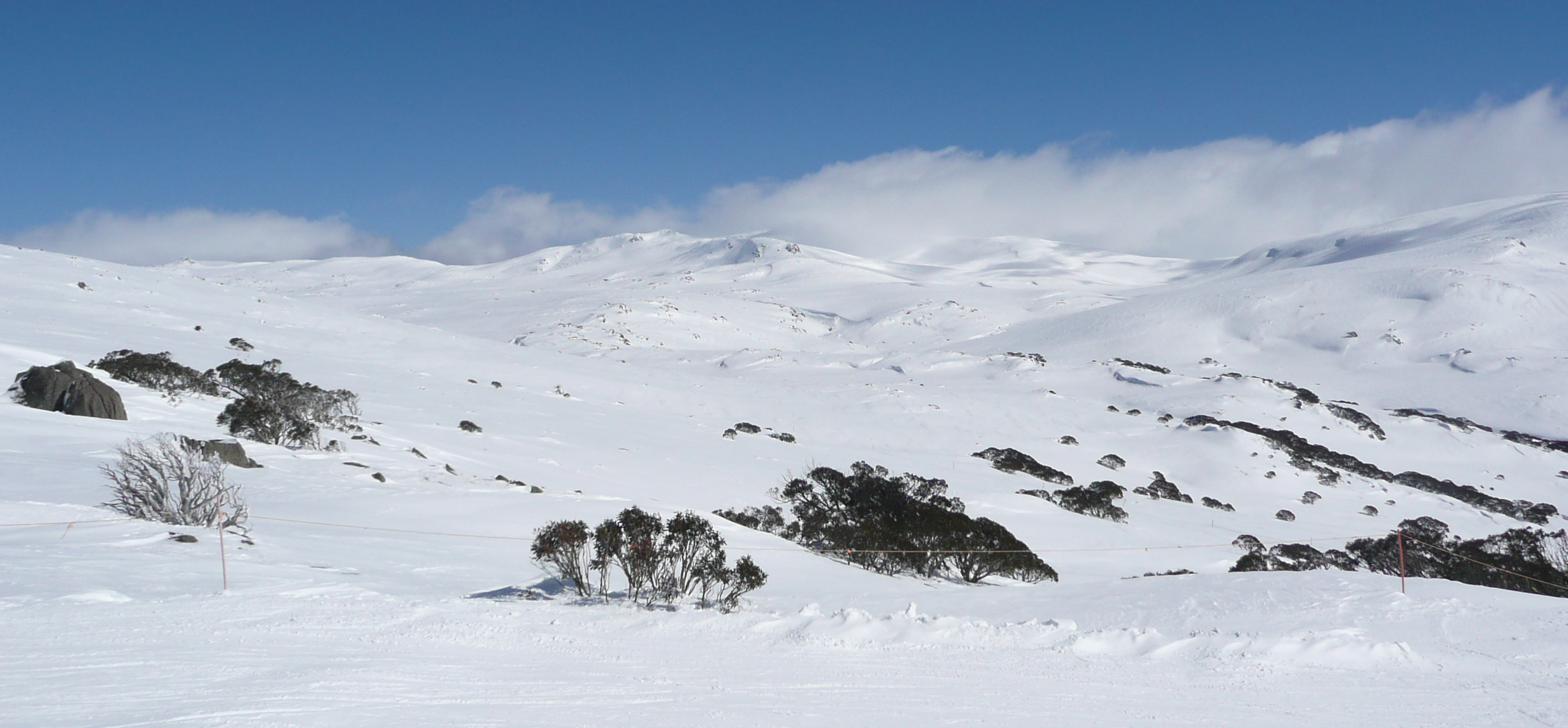
スノーウィー山脈（英語版）のコジオスコ。雪解け水がスノーウィー川へと流れる。
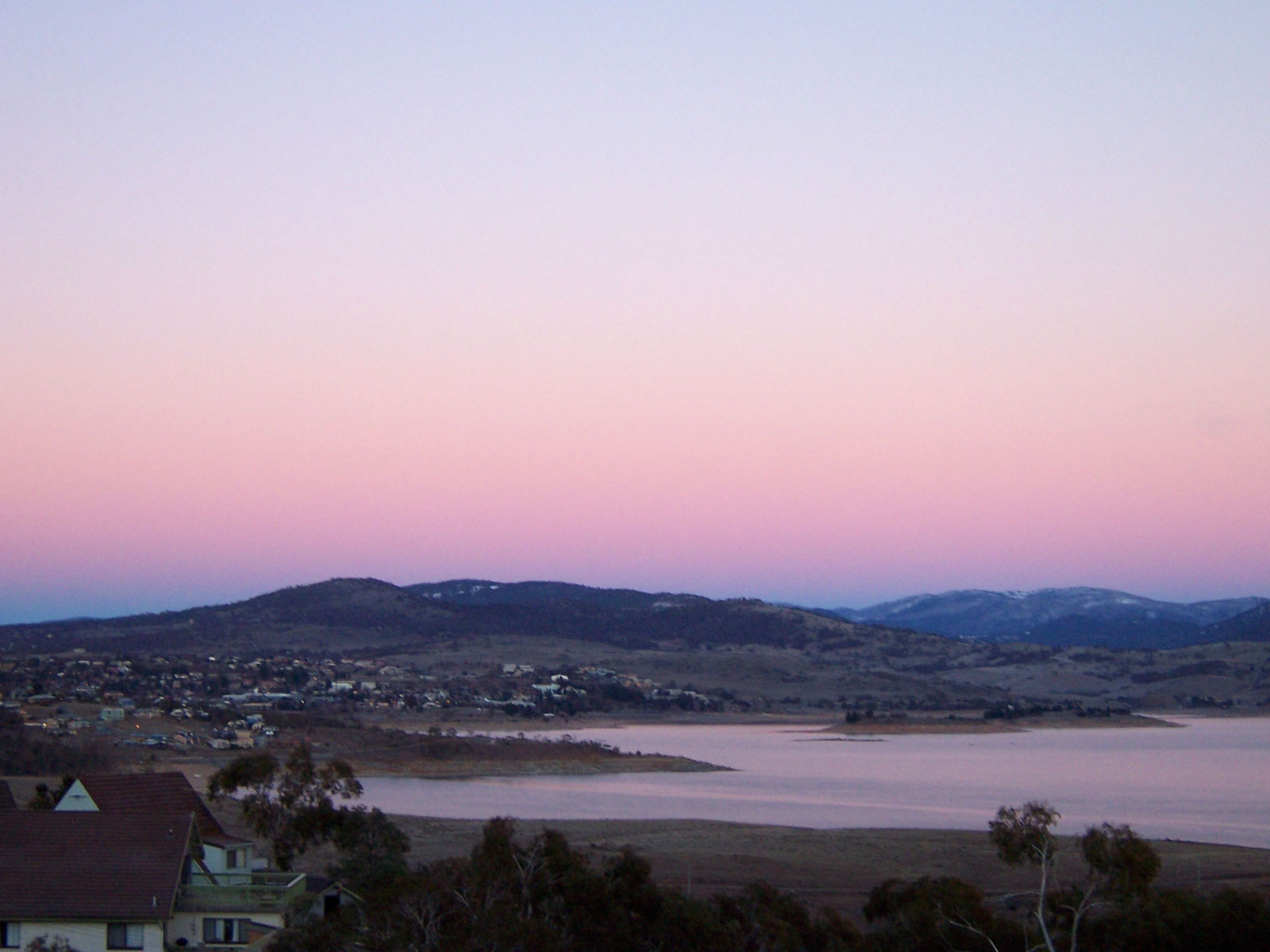
ジンダバイン（英語版）とジンダバインダム（英語版）のダム湖であるジンダバイン湖。
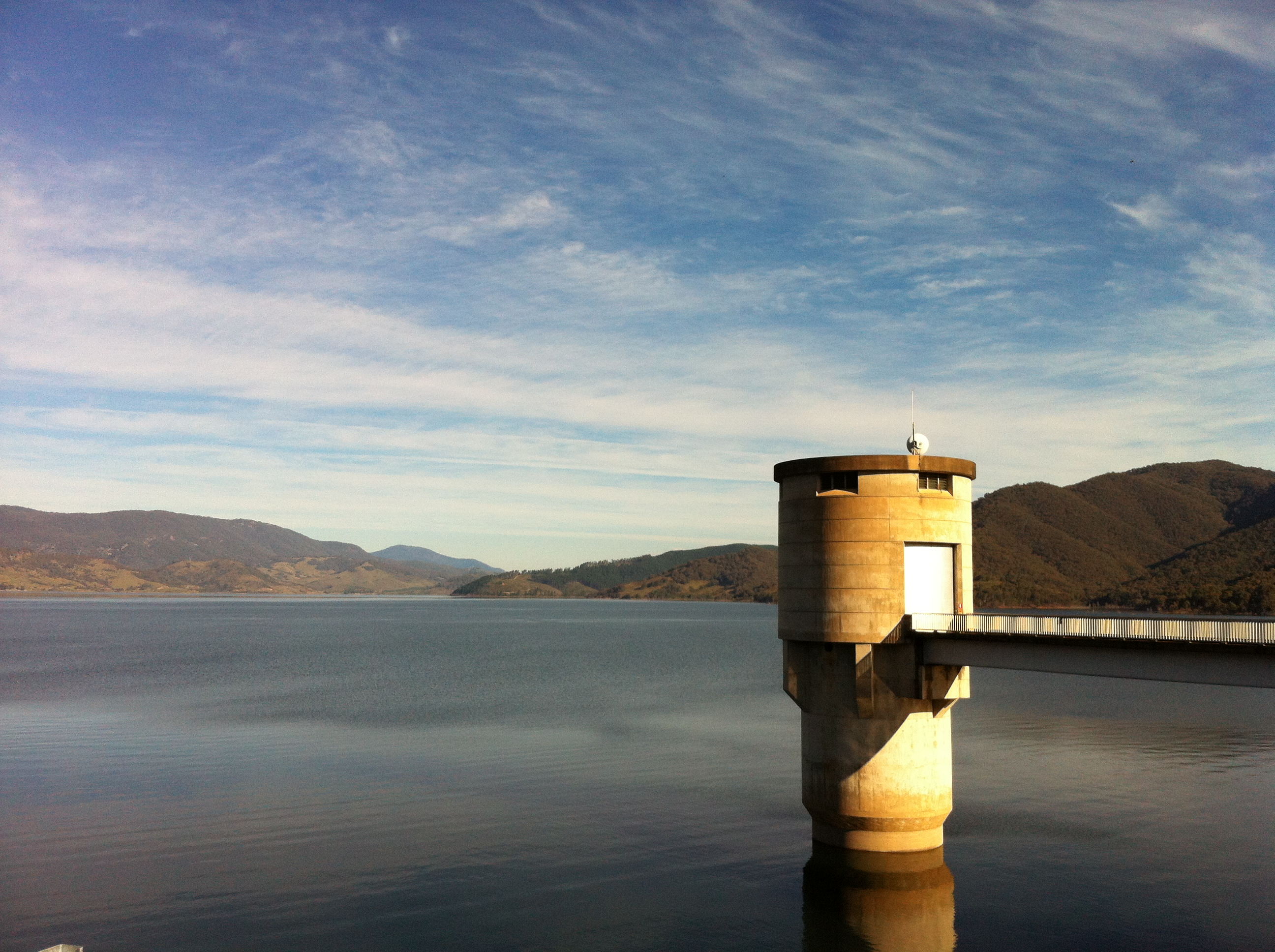
Blowering Dam
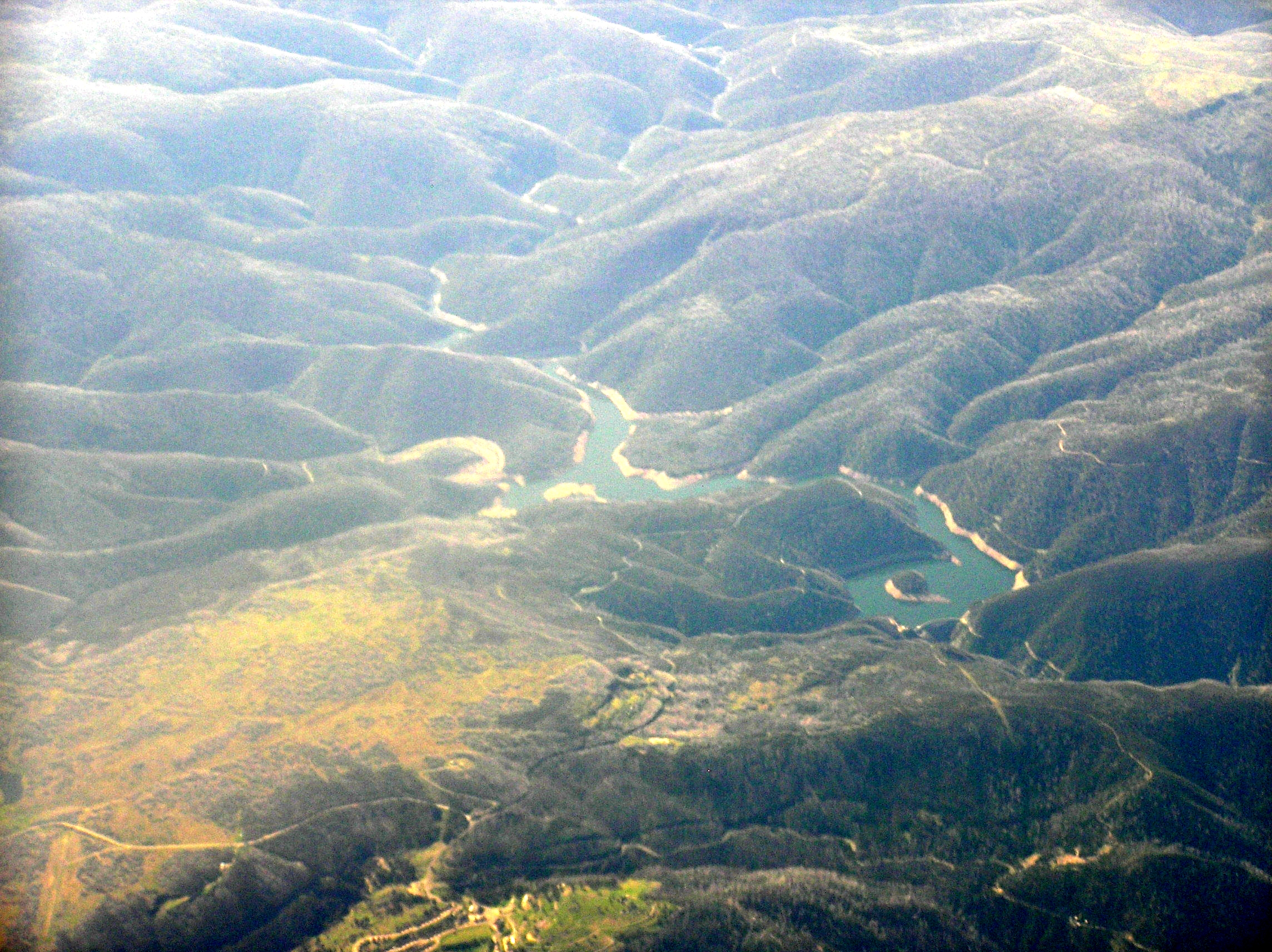
チュマット池ダム（英語版）とその周辺。
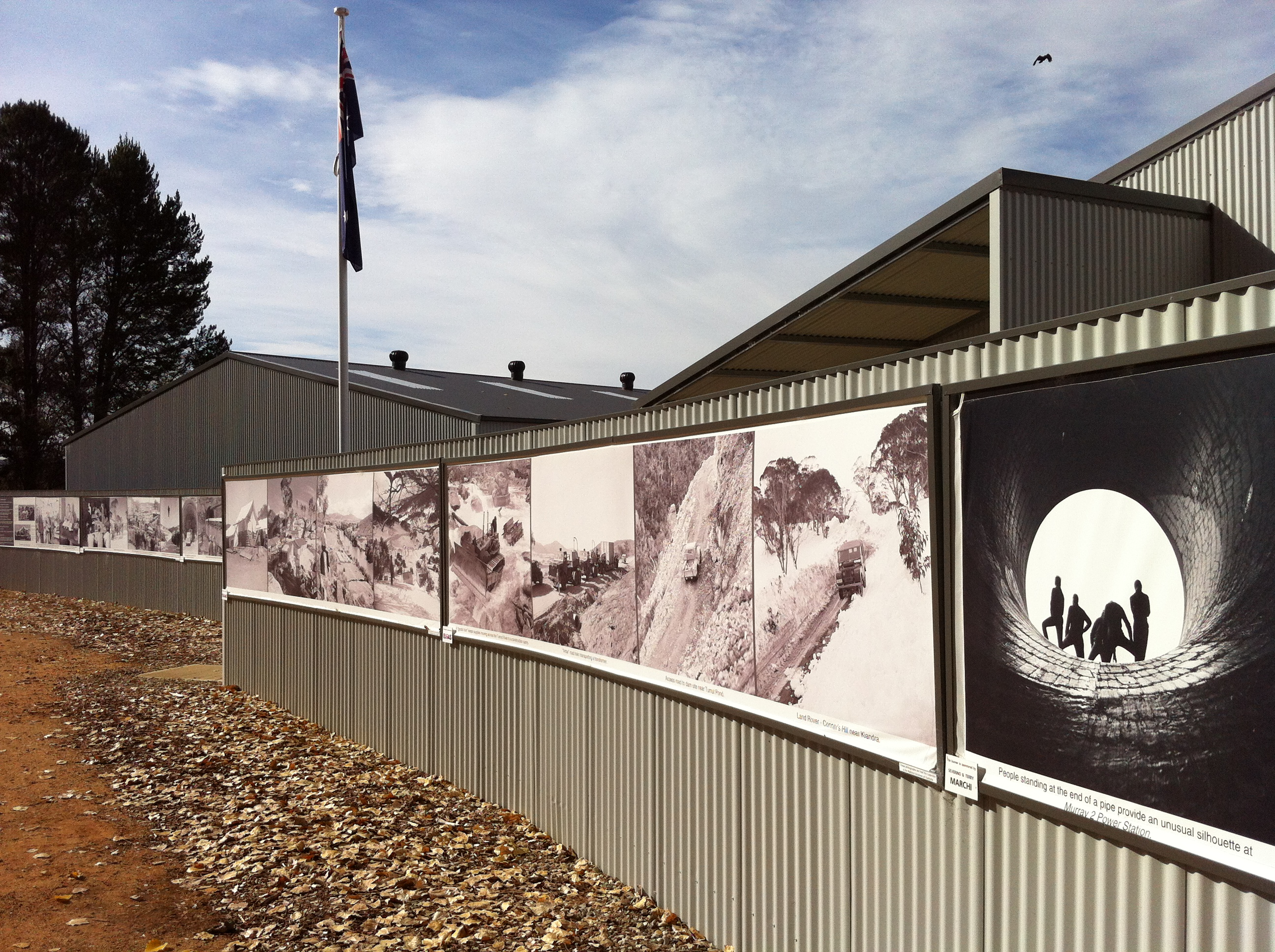
アダミナビー（英語版）のスノーウィー計画博物館（英語版）。

## 構成建造物一覧

### 発電所
| 水力発電所          | 発電容量（MW） | HP (Thou) | 完成年 |
| ------------------- | -------------- | --------- | ------ |
| グデガ              | 60             | 80        | 1955   |
| チュマット第1       | 330            | 440       | 1958   |
| チュマット第2       | 286            | 384       | 1961   |
| Blowering           | 80             | 110       | 1967   |
| マリー第1           | 950            | 1,270     | 1967   |
| マリー第2           | 550            | 740       | 1969   |
| チュマット第3       | 1,650          | 2,210     | 1974   |
| チュマット第3小水力 | 0.72           | 0.97      | 2004   |
| ジョウナマ小水力    | 14.4           | 19.3      | 2010   |
| ジンダバイン小水力  | 1.1            | 1.5       | 2011   |

### 主なダム
| 名称                   | 完成年 | ダム湖の名称         | 貯水容量（ML） | 堤高           | 堤頂長             | ダム種別           | 放流設備種別                 |
| ---------------------- | ------ | -------------------- | -------------- | -------------- | ------------------ | ------------------ | ---------------------------- |
| en:Blowering Dam       | 1968   | Blowering Reservoir  | 1,628,000      | 112 m (367 ft) | 747 m (2,451 ft)   | ロックフィル       | コンクリートシュート         |
| ディープクリークダム   | 1961   | Deep Creek Reservoir | 11             | 21 m (69 ft)   | 55 m (180 ft)      | 重力式コンクリート |                              |
| ユーカンビーンダム     | 1958   | Lake Eucumbene       | 4,798,400      | 116 m (381 ft) | 579 m (1,900 ft)   | アースフィル       | Overflow ski-jump and bucket |
| en:Geehi Dam           | 1966   | Geehi Reservoir      | 21,093         | 91 m (299 ft)  | 265 m (869 ft)     | ロックフィル       | ダム穴                       |
| グテカダム             | 1955   | Guthega Reservoir    | 1,604          | 34 m (112 ft)  | 139 m (456 ft)     | 重力式コンクリート | Uncontrolled                 |
| ハッピージャックスダム | 1959   | Happy Jacks Pondage  | 271            | 29 m (95 ft)   | 76 m (249 ft)      | 重力式コンクリート | Uncontrolled                 |
| アイランドベンドダム   | 1965   | Island Bend Pondage  | 3,084          | 49 m (161 ft)  | 146 m (479 ft)     | 重力式コンクリート | Controlled                   |
| ジンダバインダム       | 1967   | Lake Jindabyne       | 688,287        | 72 m (236 ft)  | 335 m (1,099 ft)   | ロックフィル       |                              |
| ジュナマダム           | 1968   | Jounama Pondage      | 43,542         | 44 m (144 ft)  | 518 m (1,699 ft)   | ロックフィル       | Controlled                   |
| カンコバンダム         | 1966   | Khancoban Reservoir  | 26,643         | 18 m (59 ft)   | 1,067 m (3,501 ft) | アースフィル       | Controlled                   |
| マリー第2ダム          | 1968   | Murray Two Pondage   | 2,344          | 43 m (141 ft)  | 131 m (430 ft)     | アーチ             | Controlled                   |
| タルビンゴダム         | 1970   | Talbingo Reservoir   | 921,400        | 162 m (531 ft) | 701 m (2,300 ft)   | ロックフィル       | コンクリートシュート         |
| タタンガラダム         | 1960   | Tantangara Reservoir | 254,099        | 45 m (148 ft)  | 216 m (709 ft)     | 重力式コンクリート | コンクリートシュート         |
| トーマダム             | 1961   | Tooma Reservoir      | 28,124         | 67 m (220 ft)  | 305 m (1,001 ft)   | 重力式コンクリート |                              |
| チュマット池ダム       | 1959   | Tumut Pond Reservoir | 52,793         | 86 m (282 ft)  | 218 m (715 ft)     | コンクリートアーチ |                              |
| チュマット第2ダム      | 1961   | Tumut Two Pondage    | 2,677          | 46 m (151 ft)  | 119 m (390 ft)     | 重力式コンクリート |                              |